# Mrduja
Mrduja je malý neobydlený ostrůvek ve Splitsko-dalmatské župě mezi Bračem a Šoltou asi 400m od mysu Zaglav u Milny na Brači. Ostrov je blíže k Brači než k Šoltě. Legenda říká, že Bračané a Šoltané vedli o ostrůvek spory a přetahovali se o něj lanem a Bračané vyhráli. Ostrov je obratištěm Mrdujské regaty. V klasických dobách byl ostrov Mrduja známý mezi řeckými mořeplavci jako Falón.
Na ostrůvku je maják (CRO 099), ruiny staré pevnosti (není známo kdy byla postavena) a několik borovic, agáví a opuncií.

## Geografické údaje

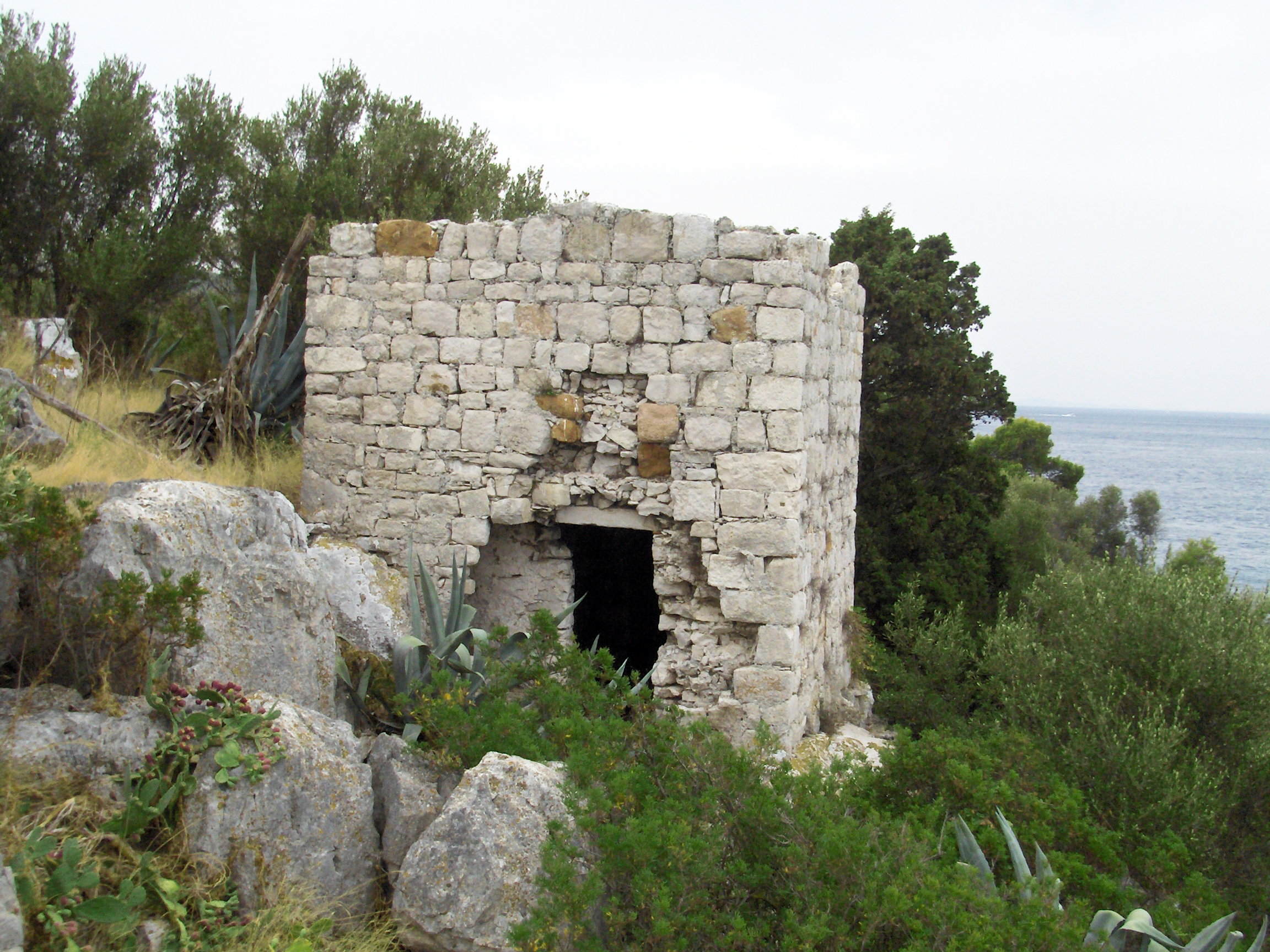
Pevnost na Mrduji

| Poloha         | Střední Dalmácie |
| Rozloha        | 0,01 km²         |
| Nejvyšší bod   | 11 m n. m.       |
| Počet obyvatel | 0                |